# Pasquale Rossi (sociologo)
Pasquale Rossi (Cosenza, 1867 – Dipignano, 1905) è stato un medico italiano.
Da sociologo e medico italiano si collocò tra gli studiosi dei fenomeni collettivi e delle folle, sulla scia delle correnti positivistiche che già con Scipio Sighele in Italia, e con Gustave Le Bon in Francia, si andavano interessando all'emergere del fenomeno delle masse che stavano irrompendo sulla scena sociale e politica europea di quel periodo.

## Opere principali[1]
- L'animo della folla, Tipografia Raffaele Riccio, Cosenza 1898
- Psicologia collettiva. Studi e ricerche, Tipografia Raffaele Riccio, Cosenza 1899
- Psicologia collettiva morbosa, Fratelli Bocca, Torino 1901
- "I Suggestionatori e la Folla", Fratelli Bocca, Torino 1902
- Le Rumanze e il folklore in Calabria, Tipografia Raffaele Riccio, Cosenza 1903
- Sociologia e psicologia collettiva, Colombo, Roma 1904